# Arthur Gatter

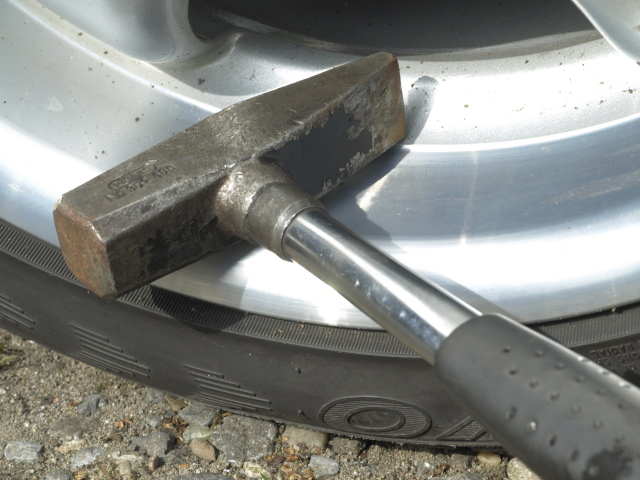
Bild eines Schlosserhammers

Arthur Gatter (* 24. März 1940 in Ravensburg; † 12. Dezember 1990 in Gießen), bekannt als der „Hammermörder von Frankfurt“, war ein deutscher Serienmörder, der im Jahr 1990 acht Menschen in den Parkanlagen der Stadt erschlagen hat. Die Opfer waren überwiegend obdachlos.

## Mordfälle
Die Taten ereigneten sich in der Zeit vom 1. Februar bis 22. Mai 1990 in den Wallanlagen von Frankfurt. Frankfurt hatte in diesem Jahr eine Anzahl von etwa 2.400 Wohnsitzlosen, die in der Innenstadt und vor allem in den Grünanlagen übernachten mussten.
- 2. Februar 1990, Tatzeit 02:00, Tatort Arkaden Weißfrauenstraße:[3] Ein Wachmann fand gegen 05:00 morgens den obdachlosen Hans-Peter “Peterchen” S. (43 Jahre) mit eingeschlagenem Schädel.
- 7. Februar 1990, Tatort Friedberger Anlage:[3] Ein weiteres Opfer, Kurt Helmut H. (22 Jahre) mit tödlichen Kopfverletzungen wurde gefunden. H. war kein Obdachloser, daher wurde zunächst auch keine Verbindung zu Opfer Nr. 1 hergestellt.
- 2. April 1990, Bushaltestelle Rechneigrabenstraße:[3] Gegen 05:40[4] wurde Stadtstreicher Helmut R. mit schweren Kopfverletzungen, die zu seinem gewaltsamen Tod geführt haben, gefunden. Die Polizei reagierte darauf und gründete die Sonderkommission “Berber” unter Kommissar Karlheinz Wagner[5]. Es werden Maßnahmen ergriffen[3]. So wurden beispielsweise Puppen als potenzielle Opfer auf Parkbänken drapiert und Polizisten in Zivil sollten den Täter als “Lockvögel” aus seiner Reserve locken.
- 9. April 1990: Mord an Helmut R. in der Ostzeil[6].
- 11. April 1990: Ein Obdachloser machte die Aussage, er hätte einen Mann beobachtet, wie er sich mit einem stumpfen Gegenstand einem Schlafenden genähert hätte[6]. Aufgrund der Täterbeschreibung wurde ein Phantombild erstellt und ein Verdächtiger im Gallusviertel verhaftet, der jedoch aufgrund von fehlendem Tatverdacht wieder freigelassen werden musste.
- 4. Mai 1990: Mord an Hans-Peter M. (46)[6] Der blutüberströmte Leichnam wurde gegen 07:30 gefunden.
- 5. Mai 1990: Engelbert G. (60) und Nicola Z. (42) starben nur ca. 50 Meter voneinander entfernt.[6] Ein Tatortfoto mit blutbefleckter Parkbank zeugte von der Brutalität der Tat. Damit waren innerhalb von 24 Stunden gleich drei Wohnungslose ermordet worden.

Die Polizei versuchte mit Überwachungstechnik (u. a. getarnte Kameras in Vogelkästen), den Täter in flagranti zu erwischen. Die diffuse Parkbeleuchtung und die unzureichende Kameratechnik reichten jedoch nicht aus, um ermittlungsrelevante Bilder zu gewinnen. Auch eine Befragung von chemischen Reinigungsfirmen, ob in der letzten Zeit blutbefleckte Kleidung abgegeben wurde, lieferten keine Ergebnisse. In der Obdachlosenszene ging die Angst um und die Stadt stellte zusätzliche Notunterkünfte auf und ließ die U-Bahn-Haltestellen über Nacht geöffnet, damit möglichst wenige Personen auf Parkbänken übernachten mussten.
- 20. Mai 1990: Der Brasilianer Anderson S. folgte einem Mann ins Gebüsch, vermeintlich um mit ihm Sex zu haben. Dort erkannte er seinen fatalen Irrtum und wurde von ihm niedergestochen. Er floh schwer verletzt und brach auf einer Parkbank zusammen. Dort wurde er vom Täter mit einem Hammer erschlagen.
- 22. Mai 1990: Heinrich O. wurde das letzte Opfer des Hammermörders. Ein Anwohner wurde Zeuge der Tat am Mainkai und alarmierte die Polizei. Nur 12 Minuten nach dem Mord wurde eine verdächtigte Person gefasst.

## Modus Operandi
Am 22. Mai 1990 wurde Arthur Gatter im Zusammenhang mit den Hammermorden festgenommen. Als Tatwaffe wurde bei ihm ein sogenannter Schlosserhammer  sichergestellt, den er verborgen in einer Plastiktüte in der Achselbeuge trug. Durch dieses Tatwerkzeug kamen die typischen Impressionsfrakturen oder Lochbrüche in der Schädeldecke zustande, wie in der Rechtsmedizin festgestellt wurde. Er suchte seine Opfer systematisch auf Parkbänken öffentlicher Anlagen und überraschte sie im Schlaf. Dabei beobachtete er sie eine ganze Weile, bis er sich sicher war, seine Tat ungefährdet ausführen zu können. Für das Anschleichen trug er geräuscharme Gummisohlen. Er schlug dabei mit so großer Kraft zu, dass das Blut meterweit spritzte.

## Leben
Arthur Gatter war von Beruf Elektroinstallateur und lebte eine Zeit lang in Australien. Nach seiner Rückkehr nach Deutschland verdingte er sich auf Montage und bereiste dabei orientalische Länder. Seit den 1980er Jahren war er nicht mehr arbeitsfähig und verlor nach Randalieren und Sachbeschädigung seine Wohnung in der Wilhelm-Leuschner-Straße. Es wird vermutet, dass seine Schizophrenie bereits zu diesem Zeitpunkt stark fortgeschritten war. Auch in seinem nächsten Wohnsitz in Frankfurt-Bornheim wurde er verhaltensauffällig. Teilweise musste er in der Klinik für Psychiatrie und Psychotherapie Haina untersucht werden. Ein psychiatrisches Gutachten, das seinerzeit angefertigt wurde, attestierte ihm Schuldunfähigkeit. Gatter nahm sich am 12. Dezember 1990 in der Gerichtspsychiatrie Gießen das Leben, indem er sich mit einer Mullbinde erhängte.

## Psychogramm des Täters
Arthur Gatter wuchs als Einzelgänger auf und litt schon in früher Phase unter Angstzuständen und psychischen Problemen, die sich zu einer paranoiden Schizophrenie ausweiteten. Spätestens im Jahr 1990 übernahm eine bizarre Wahnwelt sein Denken und Handeln. Der Polizei machte er Angaben, eine dunkle Macht habe die Opfer in den Park geführt, um dort von ihm erschlagen zu werden. Seit dem Jahr 1987 soll er Stimmen gehört haben, die von nun an sein Leben beherrschten. Während der Tatbegehung machte Gatter gurgelnde Geräusche; Manierismen, die für bestimmte psychische Erkrankungen typisch sind. Für seine Taten und die Schicksale seiner Opfer empfand er keinerlei Reue.